# Romestecq
Romestecq é um histórico jogo de cartas holandês para dois, quatro ou seis jogadores em duas equipes que data pelo menos do século XVII. Também foi popular na França por mais de um século. Apesar de ser criticado em fontes contemporâneas como "complicado", continuou a aparecer na literatura até o final do século XIX e foi suficientemente interessante para aparecer no The Penguin Book of Card Games em 2008. 

## História
O romestecq é registrado pela primeira vez em uma fonte alemã no final do século XVI como Rum und Stich, mas fontes francesas apontam repetidamente para uma origem holandesa. As primeiras regras francesas (1659) observam que "é jogado em Rouen da mesma forma que na Holanda : mas em Paris é jogado de acordo com regras mais rigorosas". Parlett registra que foi tocado nos Países Baixos como roemstek e erroneamente chamado de rumstick em uma fonte em inglês. É frequentemente registado em compêndios de jogos franceses até finais do século XIX, por exemplo, em Moulidars (1888).

## Regras
Parlett observa que as descrições contemporâneas são "pouco inteligíveis". A descrição a seguir é baseada em De Planche (1859), complementado por Parlett (2008).

### Preliminares
O jogo é sempre disputado por duas equipes de um, dois ou três jogadores de cada lado. É usado um baralho de 36 cartas do mesmo naipe francês, com as cartas classificadas "como em Piquet", de ás (alto) a Seis (baixo). Se seis jogarem, os jogadores sentam-se em grupos de três, o jogador do meio sendo flanqueado por dois oponentes. Os dois jogadores intermediários cortam o grupo; aquele com as cartas mais altas, os outros pontuam. O dealer distribui cinco cartas cada em qualquer combinação desejada: uma por uma ou em pacotes de duas, três ou cinco. Qualquer que seja o modo de negociação utilizado em primeira mão, deve ser adotado para o resto da parte.

### Pontuação
A pontuação é registrada com jetons ou papel e lápis. Na Holanda, marcaram as pontuações na mesa. Se seis jogarem, o jogo será 36; caso contrário, será 21. No entanto, isso pode ser alterado por acordo. A pontuação é marcada primeiro e os pontos apagados à medida que são ganhos.

### Combinações
Antes do jogo, os jogadores anotam quaisquer combinações de pontuação que possuem. São eles:
- Virlique. Um conjunto de quatro cartas, por exemplo, quatro Ases. Ganha o jogo imediatamente. Se dois jogadores tiverem um, o conjunto de classificação mais alta vence.
- Triche. Um conjunto de três cartas. Três Reis ou Ases marcam 3 pontos; caso contrário 2.
- Duplo Ningre. Qualquer um dos seguintes: dois Ases e dois Reis; dois Ases e dois Dez; dois Reis e dois Dez. 3 pontos.
- Aldeia. Dois pares Dama/Valete, cada um do mesmo naipe. 2 pontos.
- Roma. Qualquer par com classificação inferior a um Rei, por exemplo, duas Damas. 1 ponto.
- Dupla Roma. Um par de Ás ou Rei. 2 pontos.

Essas combinações são anunciadas ao jogar a primeira carta da combinação para uma vaza, por exemplo, com as palavras "parte de triche ". As equipes marcam por combinações capturadas do adversário.

### Jogar
Não há trunfos no jogo Os jogadores devem seguir o exemplo, se puderem; caso contrário, pode jogar qualquer carta. A carta mais alta do naipe liderado ganha a vaza. O vencedor do truque leva ao próximo. A última vaza marca 1 ponto para Stecq.